# 移动硬盘

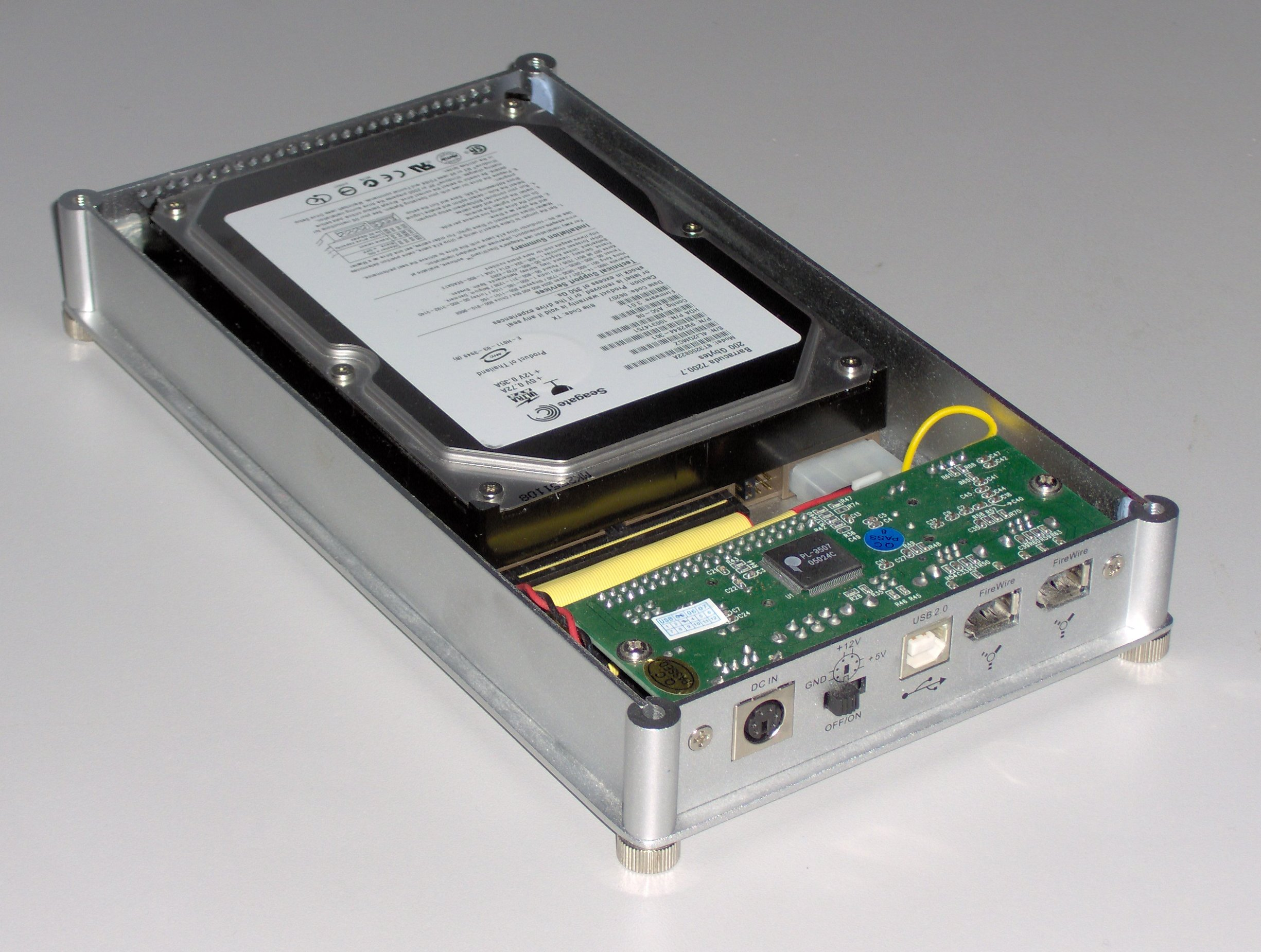
筆記型小型硬碟被裝入外接盒

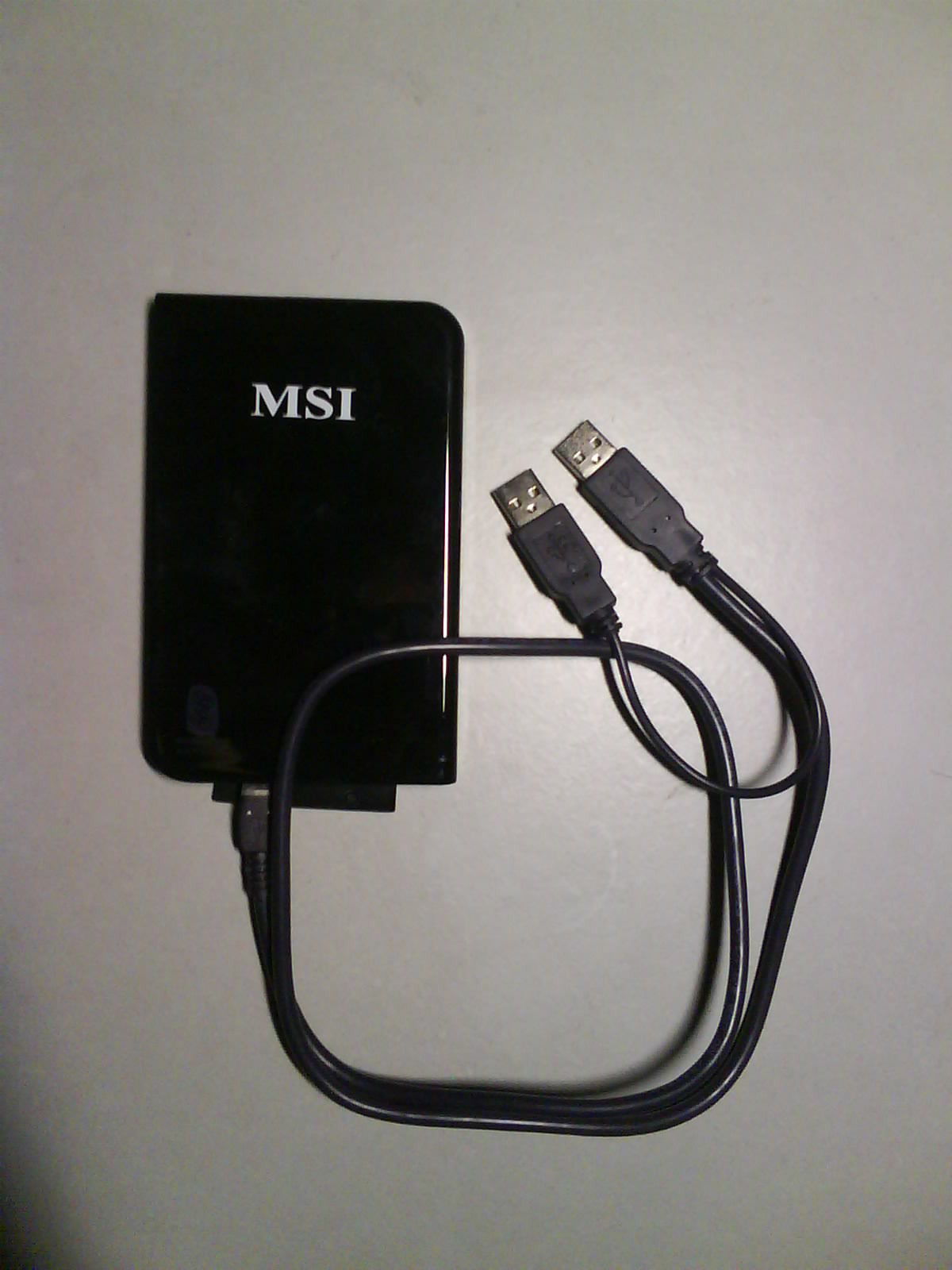
這是一個微星移动硬盘，有連接支援USB 3.0的Y型纜線

行動硬碟（英語：Portable storage device）也就是可攜式儲存裝置，原是用於筆記型電腦的專用小型硬碟，由於其輕便、易於攜帶的特色，也用於不同電腦之間傳送文件。另外普通的電腦硬碟通過硬碟盒或其他轉換接口設備，也能做到行動硬碟的效果。通常采用USB接口与计算机连接，现也有以eSATA、USB 3.0（A/B以及最新的C型）、ThunderBolt（MiniDP、USB-C連接埠）接口与计算机接入的。
現時大多數的行動硬碟機，与闪存盘以Flash Memory作为存储介质不同，移动硬盘物理上还是以标准硬盘或微硬盘作为存储介质。因此，移动硬盘的抗震能力不如闪存盘，但所能提供的容量较闪存盘大。現時已2.5英寸的行動硬碟為例，容量多為500GB、1TB以及2TB；相比之下USB隨身碟的容量受制於體積，常見一般1GB～64GB之間，128GB並不常見，僅少數高價格的產品有1TB的容量。
移动硬盘所需要耗电量比闪存盘大不少，有的时候，特别是使用前置式USB集线器的时候，一个USB接口不能够提供充足的电量，则需要使用两个USB接口为其供电。正因为此，许多移动硬盘产品使用的是一根三个分支的数据线，其中一个分支用于供电不足时补充供电，现也有一些使用低耗笔记本硬盘的移动硬盘由于耗电要求而不再需要带辅助供电的三叉USB线，最低僅需一隻USB 2.0供電規格（5V，500mA）即可滿足。对于使用台式机硬盘接入硬盘盒或转换线的移动硬盘，由于台式机硬盘所使用的电压（12V）和电流较笔记本硬盘（大部分為5V）高，所以全需要外置电源。另有一种WI-FI ／Blue tooth无线网络硬盘，此类移动硬盘无需连线即可和个人电脑交换数据。
隨著固態硬碟的興起，現時一些行動硬碟機也採用固態硬碟機作為存儲介質（即外接式SSD），而因此一些產品的體積比傳統的行動硬碟機來得還要小，功耗相對一般的USB隨身碟仍然要高，但相對於採用機械硬碟的來說已經低了不少了。而舊式的行動硬碟，在硬盘盒保留的情況下將舊的硬碟機更換為固態硬碟，也可作為外接式SSD使用。